# تامیر ساپیر
تامیر ساپیر (به گرجی: თამირ საპირი) (زاده ۱۹۴۷ – درگذشته ۲۶ سپتامبر ۲۰۱۴) یک تاجر و سرمایه‌گذار گرجی در آمریکا بود.وی اصلی ترین شریک دونالد ترامپ و از سرمایه گذاران در ساخت برج دومینیک بود که با هزینه ۴۵۰ میلیون دلاری ساخته شد. مجله فوربز در سال ۲۰۱۰ ثروت وی را ۱٫۴ میلیارد دلار برآورد کرد. فوربز پیشتر در سال ۲۰۰۶ ثروت اورا ۲ میلیارد برآورد کرده بود. که بعد ها کاهش یافت.